# Kathedrale von La Paz

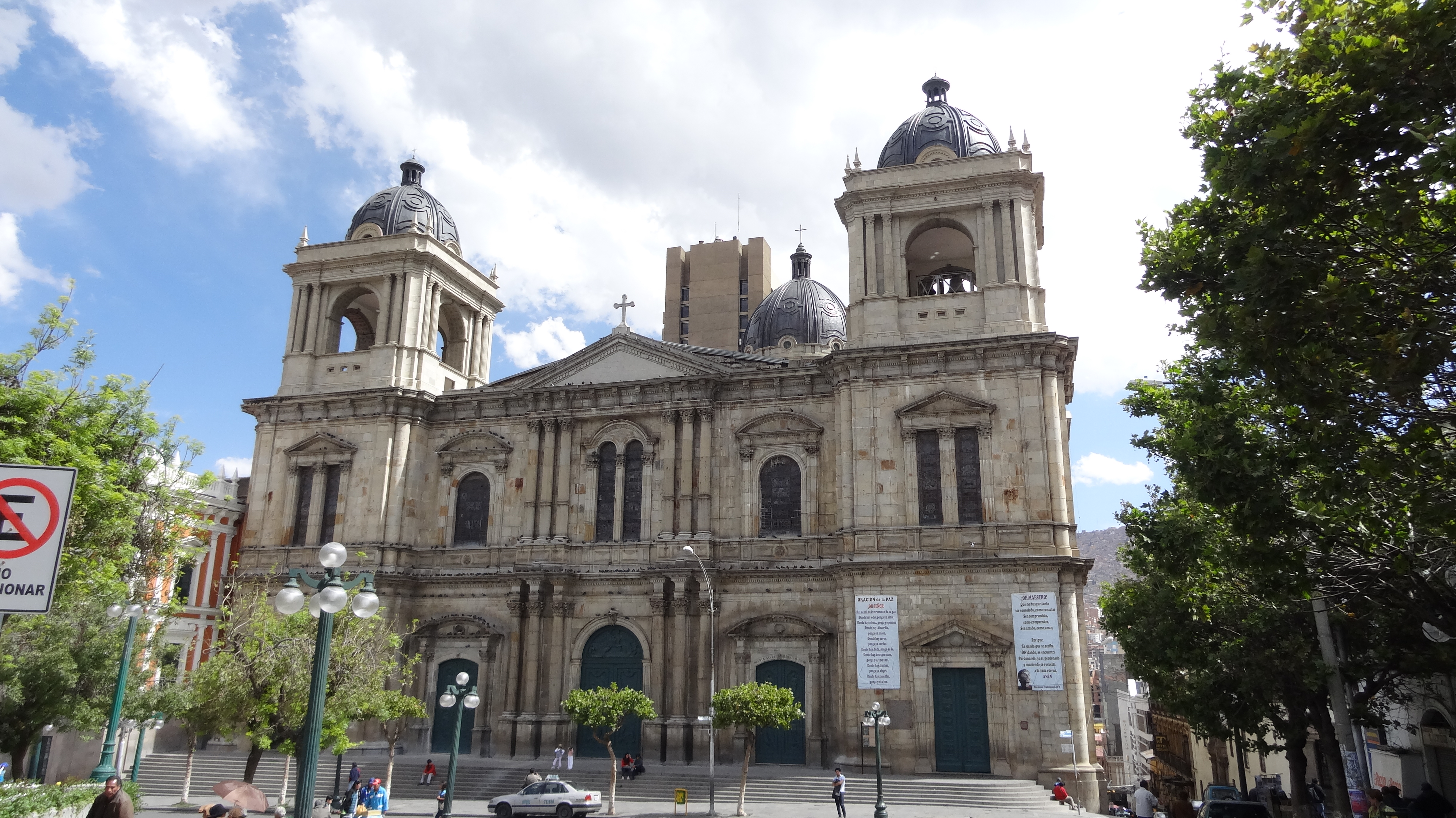
Fassade der Kathedrale an der Plaza Murillo

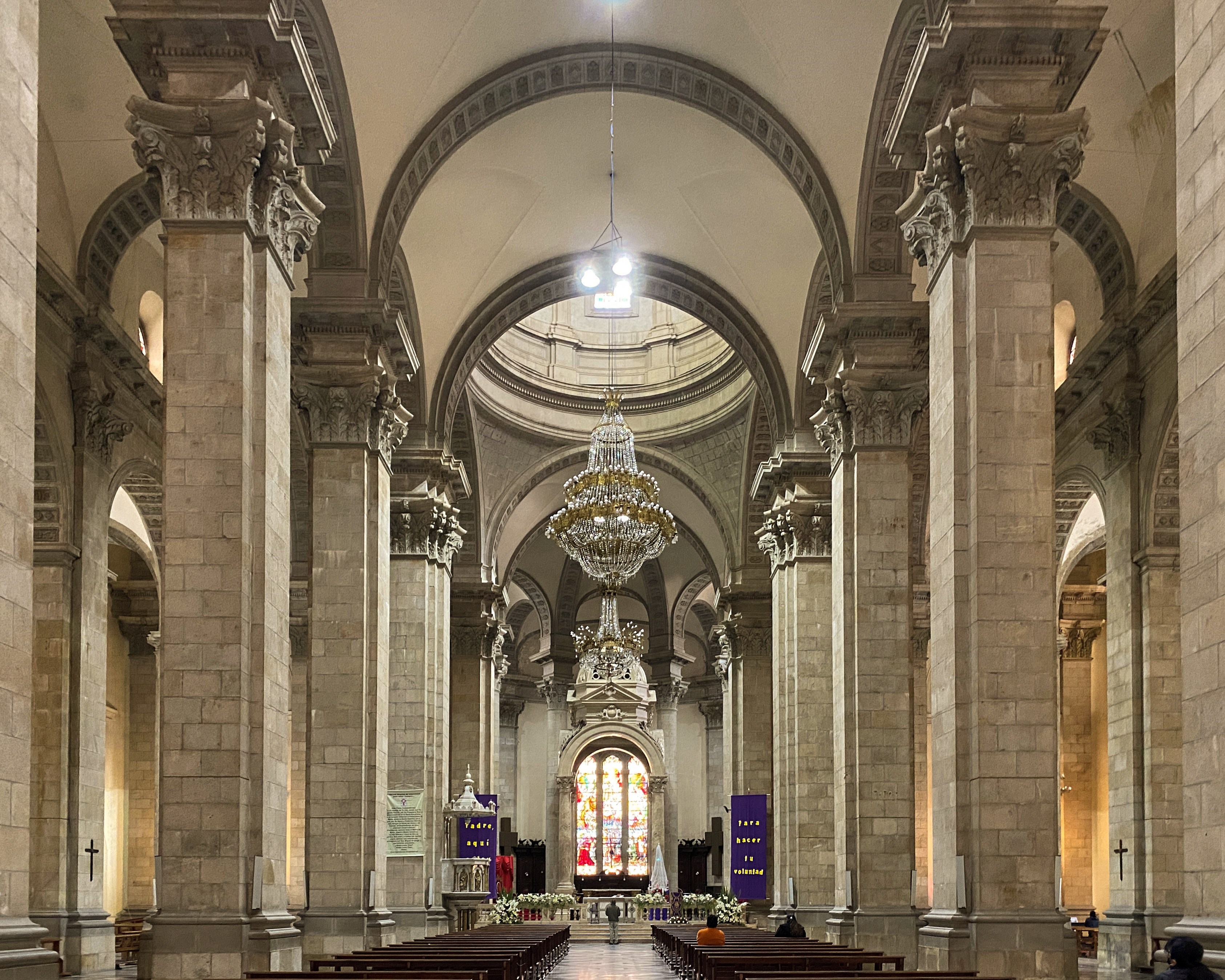
Innenraum mit Blick zum Altar

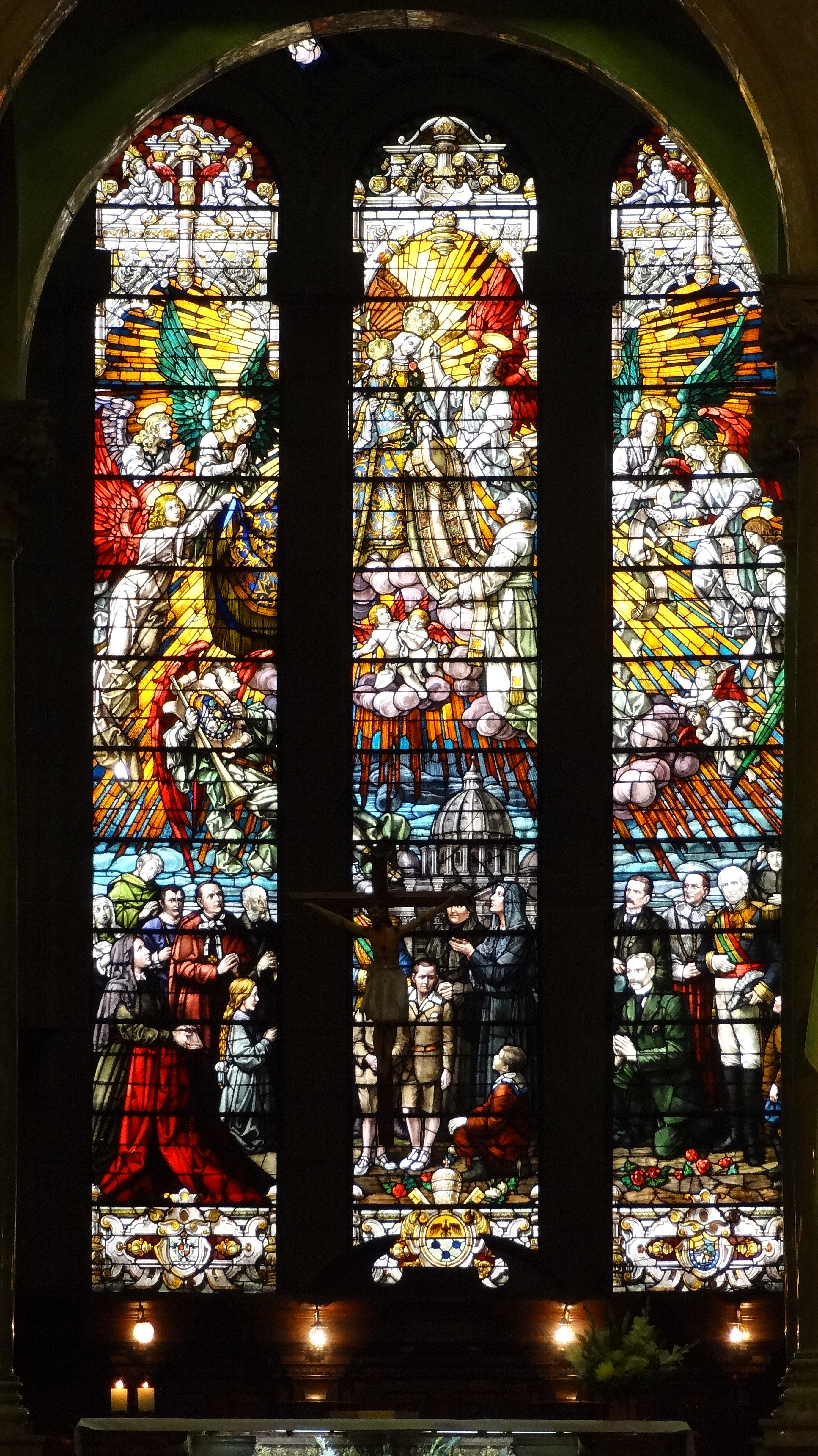
Chorfenster

Die Kathedrale von La Paz oder Kathedralbasilika Unserer Lieben Frau vom Frieden (spanisch Catedral basílica de Nuestra Señora de La Paz) ist eine römisch-katholische Kirche am bolivianischen Regierungssitz La Paz. Die Kathedrale ist Sitz des Erzbistums La Paz mit dem Patrozinium Unserer Lieben Frau vom Frieden trägt zusätzlich den Titel einer Basilica minor.

## Lage
Die Kathedrale liegt zusammen mit der Bischofsresidenz, dem Regierungspalast und dem Kongress an der Plaza Murillo. Das Gelände am Rand des Hügels fällt vom Eingang der Kathedrale am Platz Murillo bis zum Ende des Chors um 12 Meter ab.

## Geschichte
Im Jahr 1622 begann der Bau der vorherigen Kathedrale, der nach 70 Jahren abgeschlossen werden konnte. Zu Beginn des 19. Jahrhunderts wuchsen Risse im Mauerwerk so stark, dass 1831 das Gebäude geschlossen und komplett abgerissen werden musste.
Der Bau der heutigen Kathedrale begann am 24. März 1835 unter dem Präsidenten Andrés de Santa Cruz, der auch in einer Kapelle der Kathedrale beigesetzt wurde. Dazu wurden einige Sondersteuern im Department von jährlich 30.000 Pesos erhoben. Die Kathedrale wurde 1925 im Rahmen des 100. Jahrestages der Gründung der Republik Bolivien geweiht. Die Einrichtung der Innenausstattung dauerte noch bis 1932. Im Jahr 1948 erhielt die Kirche durch Papst Pius XII. den Titel einer Basilica minor verliehen. Die seitlichen Fassadentürme mit ihren Kuppeln wurden erst 1989 fertiggestellt, Anlass war der Besuch von Papst Johannes Paul II. im Jahr 1988. Papst Franziskus besuchte die Kirche 2015.

## Architektur
Die klassizistisch gestaltete Kathedrale nach Plänen des Architekten Manual Sanahuja ist eine fünfschiffige Kirche mit einer hohen Vierungskuppel, dicken Säulen, massiven Wänden und hohen Decken.
Die Fassade der Kathedrale verfügt über eine große grüne Metalltür mit 2 kleineren Türen auf beiden Seiten. Die zentrale Tür ist von drei korinthischen Säulen umgeben, die an einen griechisch-römischen Stil erinnern.
Das Innere der Kathedrale ist eher einfach gestaltet. Der Hauptaltar aus italienischem Marmor ist relativ unauffällig. Der Blickfang ist vielmehr das Glasfenster dahinter, das eine Versammlung bolivianischer Politiker darstellt, die von einer Gruppe Engel von oben gesegnet werden.